# История на Малта
Най-ранните доказателства за човешко присъствие на Малта са от неолита. Първите заселници стъпват на островите около 5200 г. пр.н.е. След тях следват финикийци, гърци, римляни. През Средновековието и вековете след него островите са владение на византийци, араби, нормани, немци, испанци, турци, хоспиталиери, руснаци, французи, британци. В 1798 г., Наполеон ги завладява, но само няколко години по-късно е принуден да ги отстъпи на британците. Малта е единствената колония, за която са правени опити да стане част от Обединеното кралство, но след неуспеха през 1964 г. страната избира независимостта. От 1 януари 2004 г. Малта е част от Европейския съюз.

## Важни години и дати
- около 5200 пр. Хр.: Първо заселване на островите.
- около 3600 пр. Хр.: Започва Храмовият период.
- около 2500 Хр.: Храмовият период завършва.
- 400 пр. Хр.: Островите попадат под властта на Картаген.
- 218 пр. Хр.: Островите попадат под властта на Римската империя.
- 60 сл. Хр.: Св. Павел претърпява корабокрушение на малтийския бряг на място, което днес се нарича залив Свети Павел.
- 870 сл. Хр.: Малта е завладяна от арабите, които оставят своя отпечатък върху малтийската култура и най-вече върху малтийския език.
- 1091: Граф Роджър I установява норманското владичество.
- 1127: По времето на сина му Роджър II норманският контрол е окончателно затвърден. Християнството се завръща в Малта.
- 1530: За да предпази Рим от мюсюлманска инвазия, Карл V предава Малта на Ордена на хоспиталиерите.
- Юли 1551: Османската империя и средиземноморски пирати покоряват Гозо и поробват всички 5000 или 6000 местни жители, откарвайки ги в Тархуна Уа Мсалата в Либия.
- 1565: Успешна отбрана на остров Малта от османско нашествие от рицарите хоспиталиери.
- 1798: Малтийският орден предава на Наполеон правата над островите.
- 1799: Руският император Павел I поема попечителство над остатъците от разтурения малтийски орден, в резултат на което бива избран за негов Велик магистър.
- 1800: Великобритания поема контрола над островите. Сър Александър Бол е назначен за губернатор.
- 1814: Като част от Парижкия договор, Малта официално става част от Британската империя и се използва като пристанище от Британската флота до средата на 30-те години на XIX в.
- 1919: Бунтове заради прекалено високата цена на хляба, довеждат до по-голяма автономия на малтийците.
- 1921 Малта получава самоуправление.
- 1934: Английският и малтийският са обявени за единствените официални езици в страната.
- 1939 – 1945: Малта изиграва важна роля във Втората световна война.
- 11 юни 1940: Първи въздушни атаки и начало на Обсадата на Малта.
- Декември 1955: В Лондон се провежда Кръгла маса по въпросите на бъдещето на Малта.
- 14 февруари 1956: Проведен е референдум относно бъдещето на Малта.
- 1958: Преговорите пропадат и Великобритания налага директно властта си.
- 21 септември 1964: Провъзгласена е независимостта на Малта. Страната остава член на Общността на нациите.
- 1971: Дом Минтоф е преизбран на поста министър-председател.
- 1974: Малта е провъзгласена за република, а последният генерал-губернатор – Антъни Мамо – става първият президент на страната.
- 1979: Последните британски сили напускат Малта.
- 1987: Работническата партия (РП) губи на изборите от Националната партия (НП).
- Април 2003: Чрез референдум малтийските граждани изразяват желанието си да се присъединят към Европейския съюз.
- 1 май 2004 Малта става пълноправен член на ЕС.

## Неолит и бронзова ера
Издигането на островите от дъното на Средиземно море са възможност, а косвено и причина за заселването на островите на Малта — геоложките изследвания показват покачване на нивото на Средиземно море около 5600 г. пр.н.е., което води до пробив край Босфора. Голямото сладководно езеро бива залято от солена вода и става това, което днес знаем като Черно море. Земеделците от неговото крайбрежие са принудени да мигрират и вълната преселници достига Малта около 5200 г. пр.н.е.
Заселниците са можели да правят достатъчно големи лодки, с които да пренесат добитък и покъщнина през 93-километровото разстояние от Сицилия. Оръдията им са били изработени от камък, дърво и кост. Имали са култивирани видове пшеница, ечемик и леща, и са имали опитомени овце, кози, свине и говеда. Разкопките при Skorba разкриват религиозен култ към плодовитостта. Каменните породи на островите са основно варовикови и за каменни сечива е използван обсидиан от островите Пантелерия и Липари.
Докато за едно хилядолетие археологичните находки не се различават от подобни в другите части на Европа, около 4100–4000 г. пр.н.е. се появява коренно различен културен пласт – т.нар. Храмова култура. По времето на този период на остров Гозо са построени множество храмове, за които се смята, че са едни от най-старите сгради в света. Храмовият период продължава до около 2500 г. пр. Хр. Смята се, че някъде около това време е изчезнала древната цивилизация построила храмовете. Все още не е сигурно какво точно се е случило с представителите ѝ.
След Храмовия период настъпва Бронзовата ера. Оттогава датират останките на няколко колонии и села, както и на редица долмени.

## Финикийци и гърци
Около 1000 г. пр. Хр. островите са колонизирани от финикийци, идващи от град Тир. Те използват Малта като преден пост за осъществяване на своите експедиции и за извършване на търговски плавания в Средиземно море.
В края на VIII в. пр. Хр. на главния малтийски остров е основана гръцката колония Мелите.

## Рим и Картаген
Малта попада под властта на Картаген около 400 г. Пр. Хр. и под тази на Римската империя близо 200 години по-късно. По време на римския период островите процъфтяват. Доказателство за близките връзи между малтийците и римляните са множеството римски реликви запазили се и до днес. В 60 г. Сл. Хр. островите са посетени от св. Павел, за който се смята, че е претърпял корабокрушение на брега на залив, известен в наши дни с името „Свети Павел“.
През 440 г. Малта е превзета от вандалите и отново върнат в пределите на Римската империя през 535 г.

## Средни векове
След период на византийско владичество, островите са покорени от арабите. Новите завоеватели не се опитват да наложат ислямската вяра на населението и то остава в основната си част християнско. Започва отглеждането на цитрусови плодове и памук, внедрени са първите напоителни системи. Арабското влияние се усеща най-вече в съвременния малтийски език.
Периодът на арабско владичество продължава до 1091 г., когато островите са превзети от сицилианските нормани. Арабското влияние постепенно бива изместено от европейското. Век по-късно норманският крал определя за първи граф на Малта своя адмирал Маргаритони де Бриндизи.
През следващите 300 години островите биват продадени и препродадени на редица феодални владетели и са под контрола последователно на Швабия, Херцогство Аквитания, Кралство Арагон, Кастилия. През 1479 г. След обединението на Арагон и Кастилия, Малта става част от Испанската империя.

## Орденът на хоспиталиерите
През 1530 г. Императорът на Свещената римска империя Карл V, надявайки се по този начин да предпази Рим от набезите на Османската империя, предава Малта за вечно владение на рицарите хоспиталиери на св. Йоан Йерусалимски. Орденът, познат в наши дни като „Малтийски“, е изтласкан от предишната си територия на о-в Родос от турците. През 1565 г. Сюлейман Великолепни подготвя масирана обсада на Малта, продължила близо 5 месеца и останала в историята с името „Великата обсада“. Девет хиляди души рицари и обикновени малтийци се изправят срещу 40-хилядната турска армия и успяват да надделеят.
Година след успешната защита на островите започва изграждането на нов укрепен град с името Валета, кръстен на Жан дьо ла Валета -Водач на ордена на тамплиерите по време на обсадата. Освен града, който по-късно ще стане столица на Малта, рицарите изграждат и множество замъци, църкви, укрепления, паркове и градини. Значителна част от културното и историческо богатство на Малта е запазена именно от този 275-годишен период преминал под знака на Ордена на хоспиталиерите.

## Френско владичество
С годините могъщото някога рицарство все повече започва да клони към заник. Военната мощ на ордена през XVIII в. е вече само привидна. Местните милиции съществуват по-скоро на хартия, а останалите общо около 1500 рицари се уповават преди всичко на солидните укрепления, построени в миналото. През юни 1798 г., на път за Египет Наполеон иска разрешение от Великия магистър на малтийския орден да продоволства в пристанището на Валета своя флот. След първоначалния си отказ рицарите в крайна сметка приемат, като на 12 юни подписват споразумение, по силата на което преотстъпват на Франция всичките си суверенни права над Малта и нейните владения. За краткото време на своя престой Наполеон реорганизира управлението на островите в духа на Френската революция – всички малтийци получават равни права, аристократическите отличия са премахнати, на всички религиозни общности са предоставени равни права на изповедание, включително на православните и юдеите, създадено е ново административно-териториално деление.
Рицарите на ордена са пенсионирани, като тези от тях, които са под шестдесетгодишна възраст са отправени обратно в страните, от които са дошли, а друга част се присъединяват към френската експедиция. Някои от тях, като Шаналей (Chanaleilles) и Ласкарис (Lascaris), по-късно играят важна роля в новата администрация на Египет. След като оставя трихиляден гарнизон начело с генерал Вобоа (Vaubois), на 18 юни Наполеон отплува за Египет.

## Руско попечителство
След като рицарите се пръсват из Европа, една значителна част от тях се обръща за подкрепа към Русия. Император Павел I им предоставя убежище и финансова подкрепа, в резултат на което на 16 декември 1798 г. бива избран за Велик магистър на Малтийския орден и негов протектор. Този избор създава допълнителни предпоставки за усилване на руското влияние в Средиземно море, което със средиземноморския поход на адмирал Ушаков в периода 1798-1800 г. и установяването на руско-турски протекторат над Йонийските острови през март 1800 г., се намира в своя апогей. След убийството на Павел I през 1801 г. тази политика е изцяло изоставена от неговия наследник Александър I.

## Британско владичество
Орденът на хоспиталиерите не бил особено популярен сред местното население и по тази причина в началото французите били приети радушно. Данъчната реформа и раграбването на църквите обаче довеждат само няколко месеца по-късно до бунт срещу новата власт. Великобритания и Кралството на двете сицилии помагат на бунтовниците, а британският флот блокира пристанището на Валета, където се е укрепил френския гарнизон. През 1800 г. Французите се предават и островите стават протекторат на Великобритания. За първи губернатор е назначен, ръководилият близо 2 години блокадата на Валета, сър Александър Бол.
С Парижкия мирен договор от 1814 г. Малта официално влиза в състава на Британската империя. Стратегическото разположение на островите на половината път от Гибралтар към Суецкия канал, ги превръща в особено важна морска база (главна за Великобритания в Средиземно море) и междинна спирка на много търговски маршрути. По-голямата част от местните жители са доста бедни и нямат почти никакво право на самоуправление чак до 1919 г., когато след бунтовете заради високата цена на хляба, Малта получава известна автономия.

## Втора световна война
В средата на 30-те години на XX в. Главният щаб на Кралската средиземноморска флота е преместен от Валета в Александрия по икономически причини, което доста отлабва съпротивителните сили на острова в предстоящата Втора световна война. Като британска колония намираща се близо до Сицилия и основните пристанища на Оста, Малта става мишена на немските и италиански бомбардировки. От базата си на острова британците извършват атаки срещу италианската флота, а пристанището на Валета приютява множество съюзнически подводници. За проявената храбост в дългата и ожесточена борба малтийският народ е награден с най-високия цивилен орден за храброст в Британската империя — „Кръстът на свети Георги“, от крал Джордж VI. Въпросното отличие е изобразено в горния ляв ъгъл на съвременното малтийско знаме.

## Независима история
След войната Малта получава полуавтономен статут. Една от двете основни политически сили на острова – Работническата партия(РП) на Дом Минтоф, се стреми към по-близко сътрудничество с Великобритания, докато опонентите им от Националната партия (НП), водени от Джордж Борг Оливие, се обявяват за засилване на самоуправлението. Дом Минтоф е много близо до реално обединение с Обединеното кралство, но в крайна сметка опитите му в тази насока се провалят. На 21 септември 1964 г. (Денят на Независимостта) Малта е обявена за независима държава, въпреки че Елизабет II остава формално кралица на острова. На 13 декември 1974 г. (Ден на Републиката) Малта е провъзгласена за република с държавен глава президент, а на 31 март 1979 г. (Ден на Свободата) получава пълна автономия. Зад тези реформи също стои името на Минтоф, който тотално обръща политическите си цели след като не успява да направи страната част от Великобритания. През 1980-те Малта не застава на страната на нито един от двата блока в Студената война и дори за кратко е член на Движението на необвързаните държави. През 1989 г. на острова се провежда първата среща между президента на Съдинените щати Джордж Хърбърт Уокър Буш и съветския лидер Михаил Горбачов, с която се слага началото на края на Студената война.

## Членство в Европейския съюз
Най-същественият въпрос в последните 15 г. е кандидатстването за членство и последвалото влизане в ЕС. По пътя си към Общността Малта е водена от лидера на Националната партия Фенех Адами. Работническата партия, оглавена от Алфред Сант, обаче идва на власт през 1996 г. и оттегля молбата за членство на Малта. Тя отново е подадена през 1998 г., когато изборите на свой ред са спечелени от НП. През 2003 г. е проведен референдум за влизането на страната в ЕС, който показва одобрение с мнозинство от над 19 хил. гласа при 91% избирателна активност. РП твърдят, че няма да се чувстват обвързани от резултатите от референдума, ако дойдат отново на власт след изборите в началото на 2004 г. Това обаче не се случва и на 1 май 2004 г. Малта става членка на ЕС заедно с още девет държави.